# Chronologie des attentats en France en 2011
Pour un article plus général, voir Chronologie des actes terroristes en France.
Cet article présente une chronologie des attentats ou des projets d'attentat en France durant l'année 2011.

## Janvier
| Date        | Région        | Responsables | Lieu et description |
| ----------- | ------------- | ------------ | --- |
| 1er janvier | Corse         |              | Trois engins de chantiers d'une entreprise italienne, appartenant à un ressortissant italien dont une résidence a été visée par un attentat fin décembre, sont détruits.                                                                            |
| 3 janvier   | Corse         |              | Deux engins explosifs sont placés devant la vitrine d'un commerce de L'Île-Rousse. Un seul a explosé, causant des dégâts mineurs. |
| 9 janvier   | Île-de-France |              | Une « petite explosion » cause des dégâts mineurs au consulat de Tunisie de Pantin, en Seine-Saint-Denis. L'ambassadeur de Tunisie en France dénonce « un acte terroriste », dans le contexte de la révolution tunisienne.                          |
| 11 janvier  | Corse         |              | La voiture d'un artisan d'Aregno explose, sans faire de victimes. |
| 12 janvier  | Corse         |              | Un camion de chantier est détruit par une charge explosive. |
| 17 janvier  | Corse         | FLNC         | Une villa en chantier appartenant à un retraité continental est partiellement endommagée par des charges explosives. |
| 19 janvier  | Corse         |              | Deux engins totalisant 15 kg de charges explosives détruisent partiellement deux bars d'Ajaccio. Deux personnes sont légèrement blessées. Une dizaine de voitures ont été fortement endommagées, ainsi que les façades de deux immeubles attenants. |
| 20 janvier  | Corse         |              | C’est une villa en cours d’achèvement qui a été visée sur la commune de Prunelli di Fiumorbu. |
| 20 janvier  | Corse         | FLNC         | Le camping d'Olmeto-Plage est visé par une explosion qui provoque des dégâts mineurs. Des tags FLNC sont retrouvés sur le site. |
| 20 janvier  | Corse         |              | Deux véhicules sont détruits par le feu à la suite d'un attentat, à Ajaccio. |
| 24 janvier  | Corse         |              | Une résidence secondaire de Ghisonaccia appartenant à des Allemands est fortement endommagée après l'explosion d'une charge. |
| 30 janvier  | Corse         |              | Le véhicule particulier d'un gendarme est détruit par une explosion à Ghisonaccia. |

## Février
| Date        | Région | Responsables | Lieu et description |
| ----------- | ------ | ------------ | --- |
| 1er février | Corse  | FLNC         | Deux résidences secondaires inoccupées de Calcatoggio sont plastiquées. Des inscriptions du FLNC sont retrouvées sur place.                            |
| 10 février  | Corse  |              | Le véhicule d'un agriculteur de Prunelli-di-Fiumorbo est détruit par une charge explosive.                                                             |
| 14 février  | Corse  |              | Une résidence secondaire d'Olmeto est visée par un attentat.                                                                                           |
| 16 février  | Corse  |              | Une résidence secondaire inoccupée de Pietrosella est totalement détruite à la suite d'une forte explosion suivie d'un incendie.                       |
| 19 février  | Corse  |              | Une voiture est la cible d'un attentat à Calvi, détruisant totalement le véhicule.                                                                     |
| 22 février  | Corse  |              | Un immeuble en cours de finition à San Nicolao est partiellement détruit à la suite de l'explosion d'une charge. Une seconde n'a pas explosé.          |
| 22 février  | Corse  |              | Une résidence secondaire appartenant à une personne domiciliée sur le Continent à Saint-Florent est victime d'un attentat qui cause des dégâts légers. |

## Mars
| Date    | Région | Responsables | Lieu et description                                                                                |
| ------- | ------ | ------------ | -------------------------------------------------------------------------------------------------- |
| 21 mars | Corse  |              | Un camion de pizzas à emporter est partiellement endommagé par l'explosion d'une charge explosive. |

## Avril
| Date     | Région | Responsables | Lieu et description                                                                          |
| -------- | ------ | ------------ | -------------------------------------------------------------------------------------------- |
| 4 avril  | Corse  |              | Une charge explosive provoque d'importants dégâts dans une résidence secondaire de Bonifacio |
| 8 avril  | Corse  |              | Deux résidences secondaires sont la cibles d'un attentat à Villanova.                        |
| 30 avril | Corse  |              | Une résidence hôtelière en construction à Macinaggio est visée par une charge explosive.     |

## Juin
| Date    | Région | Responsables | Lieu et description |
| ------- | ------ | ------------ | --- |
| 19 juin | Corse  |              | L'explosion d'une charge, dimanche vers 3 heures du matin, devant la porte d'un appartement d'Ajaccio, a blessé huit personnes légèrement. |

## Août
| Date    | Région | Responsables | Lieu et description |
| ------- | ------ | ------------ | --- |
| 24 août | Corse  |              | Un commando d'hommes armés et cagoulés place une charge explosive dans un chalet de vacances, l'endommageant, après en avoir fait sortir les occupants |
| 24 août | Corse  |              | La porte de la résidence d'un adjoint au maire de Calenzana est soufflée par un engin explosif                                                         |